# فرانتس زلته
فرانتز زلدته (به آلمانی: Franz Seldte) (زاده ۲۹ ژوئن ۱۸۸۲ – درگذشته ۱ آوریل ۱۹۴۷) وزیر کار آلمان نازی از سال ۱۹۳۳ تا ۱۹۴۵ بود.

## زندگی
زلته در ماگدبورگ به دنیا آمد. پدر وی صاحب یک کارخانه تولید مواد شیمیایی و آب گازدار بود. در مدرسه ویلهلم رابه درس خواند. برای مدتی به عنوان فروشنده کار می‌کرد. سپس به دانشگاه فنی براونشوایگ و دانشگاه گرایفسوالد شیمی خواند. در سال ۱۹۰۸ کار پدر تازه درگذشته‌اش را ادامه داد.
وی در جنگ جهانی اول در ارتش آلمان خدمت کرد و بازوی چپش را از دست داد. پس از آن گزارشگر جبهه شد و صلیب آهنین درجه دو و درجه یک را دریافت کرد. وی در جنگ به درجه هاوپتمان (سروانی) رسید.

### اشتالهلم
وی در واکنشی به انقلاب ۱۹۱۸–۱۹۱۹ آلمان، سازمان اشتالهلم را در ۲۵ دسامبر ۱۹۱۸ تأسیس کرد. چند سال بعد به حزب خلق ملی آلمان پیوست و هم‌چنین عضو شورای شهر ماگدبورگ شد.

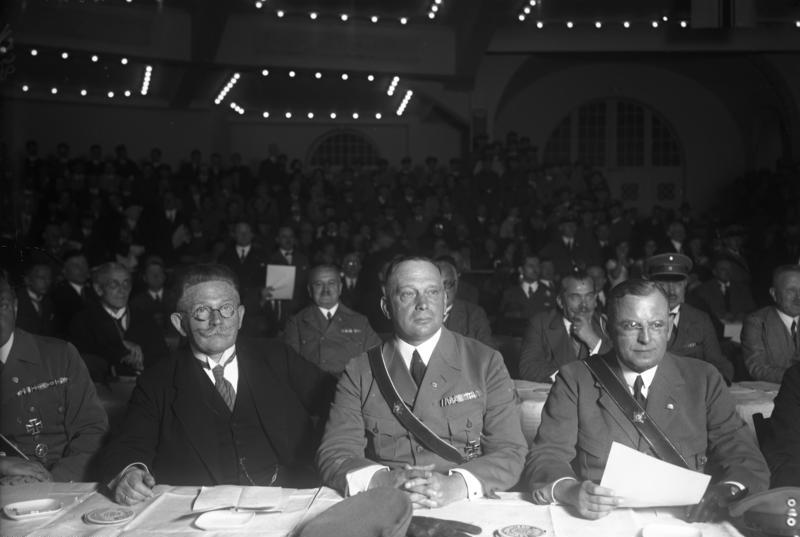
زلته (نفر راست) در کنار آلفرد هوگنبرگ (رهبر حزب خلق ملی آلمان و فون اشتفانی (رهبر اشالهلم در برلین) در جریان یک گردهمایی اعتراضی علیه برنامه جمهوری وایمار برای پرداخت غرامت‌های جنگ جهانی اول

در سال‌های بعدی در جمهوری وایمار سازمان اشتالهلم به سرعت به یک سازمان ضددموکراتیک و ضدجمهوری‌خواه تبدیل شد. زلته امیدوار بود که این سازمان بتواند به ارگان رهبری یک جنبش متحد جناح راستی تبدیل شود. در سال ۱۹۲۹ این سازمان توانست با متحد کردن حزب خلق ملی آلمان، حزب نازی و لیگ پان-ژرمن یک رفراندوم را علیه برنامه‌ای که جمهوری وایمار برای پرداخت غرامت‌های جنگ جهانی اول داشت برگزار کند. هدف اصلی این اتحاد محکوم‌کردن هرمان مولر صدراعظم آلمان و وزیرانش به خیانت به کشور بود؛با این حال رای مردم به حد نصاب نرسید. در سال ۱۹۳۱ زلته توانست جبهه هارتسبورگ را که یک اتحاد دست راستی علیه هاینریش برونینگ صدراعظم آلمان پس از مولر بود تشکیل دهد.

### کابینه هیتلر
در جریان مذاکرات برای صدراعظمی آلمان میان هیتلر و فرانتس فون پاپن در ژانویه ۱۹۳۳ زلته از طرف خود و کل اشتالهلم به هیتلر رای داد. در نهایت پاپن تسلیم خواسته‌های هیتلر شد و هیتلر صدراعظم آلمان شد. در ۳۰ ژانویه ۱۹۳۳ زلته به عنوان وزیر کار به کابینه هیتلر پیوست. در انتخابات مارس ۱۹۳۳ نمایندگان در رایشتاگ نیز از طرف حزب خلق ملی آلمان در انتخابات شرکت جست اما رای لازمه را کسب نکرد. با این حال به عنوان عضو مهمان به جمع نمایندگان اضافه شد.
در ۲۷ آوریل ۱۹۳۳ زلته به حزب نازی پیوست و اشتالهلم را با اس‌آ ادغام کرد. در مارس ۱۹۳۴ زلته رهبری سازمان لیگ آلمانی جبهه جنگندگان را بر عهده گرفت که در واقع سازمانی همانند اشتالهلم بود. این سازمان بسیار سریع منحل شد. در سال ۱۹۳۵ وی از هیتلر درخواست کرد تا وی را از مسئولیت‌های رسمی کنار بگذارد اما هیتلر نپذیرفت.

### پس از جنگ
زلته در پایان جنگ جهانی دوم در موندورف توسط متفقین دستگیر شد. در دادگاه‌های نورنبرگ وی سعی کرد از نقش خود در به قدرت رسیدن هیتلر تبری جوید. صحبت‌های او پذیرفته نشد و زلته در آوریل ۱۹۴۷ در بیمارستان نظامی ایالات متحده آمریکا در شهر فورت درگذشت.
در دوران رایش سوم، چندین خیابان در شهرهای مختلف آلمان از جمله در شهر ماگدبورگ محل زادگاه وی به نام وی نام‌گذاری شد.